# 슬로베니아 은행
슬로베니아 은행(슬로베니아어: Banka Slovenije 반카 슬로베니예, BS)은 슬로베니아의 중앙은행이다. 본점은 수도 류블랴나에 있다.
슬로베니아 헌법에 따라 의회에서 1991년 6월 관련법이 통과되면서 공식적으로 설립됐으며 슬로베니아 국립은행법에 의한 것이었다. 슬로베니아의 통화인 슬로베니아 톨라르를 관리하며 화폐의 통화 유동성을 자국 내에서 관할하는 것을 최우선 목표로 하고 있다. 톨라르 지폐를 발행하며 외화 보유에 관여한다.

## 같이 보기
- 슬로베니아의 경제